# .kp
.kp ist die länderspezifische Top-Level-Domain (ccTLD) von Nordkorea. Die Domain wurde aufgrund einer offiziellen Anfrage des Landes bei der ICANN am 24. September 2007 eingerichtet und die Verwaltung dem Korea Computer Center zugewiesen.

## Geschichte
2007 teilte die Internet Corporation for Assigned Names and Numbers offiziell mit, erstmals eine Anfrage zur Vergabe der Top-Level-Domain erhalten zu haben. Bis zu diesem Zeitpunkt gehörte .kp zu den wenigen Adressen, die offiziell reserviert waren, aber nicht aktiv genutzt wurden. Durch einen Beschluss der ICANN vom 11. September 2007 wurde die Top-Level-Domain beziehungsweise deren Verwaltung schließlich formell dem Korea Computer Center zugeteilt. Technischer Ansprechpartner wurde das in Berlin ansässige Unternehmen KCC Europe. Obwohl insgesamt sieben Second-Level-Domains eingerichtet wurden, konnten dennoch keine .kp-Domains registriert werden. In der Folgezeit wurden einige Adressen angemeldet, die jedoch nur innerhalb des koreanischen Internets genutzt wurden und nicht international erreichbar waren. Diese wurden allerdings Ende 2010 aus technischen Gründen außer Betrieb genommen, weshalb sich die ICANN um die Installation neuer Nameserver bemühte. Im Zuge dessen wurde auch die technische Verwaltung von KCC Europe auf das Unternehmen Star Joint Venture übertragen.
2020 waren schätzungsweise zwischen 1000 und 5500 Domains aktiv, die ausschließlich innerhalb des Landes zugänglich waren. International verfügbar waren etwa 30 Seiten.